# بوبي كومبز
بوبي كومبز (بالإنجليزية: Bobby Coombs) هو لاعب كرة قاعدة أمريكي، ولد في 2 فبراير 1908 في لايمان في الولايات المتحدة، وتوفي في 21 أكتوبر 1991 في Ogunquit, Maine ‏ في الولايات المتحدة.

## وصلات خارجية
- بوبي كومبز على موقع دوري كرة القاعدة الرئيسي (الإنجليزية)
- بوبي كومبز على موقعبيزبول رفرنس.كوم (الدوري الرئيسي) (الإنجليزية)
- بوبي كومبز على موقعبيزبول رفرنس.كوم (الدوري الثانوي) (الإنجليزية)